# Albert Victor af Storbritannien
Prins Albert Victor, Hertug af Clarence og Avondale (født Albert Victor Christian Edward, kaldet Eddy, 8. januar 1864, død 14. januar 1892) var en britisk prins.
Albert Victor var den ældste søn af kong Edvard VII af Storbritannien og Dronning Alexandra. Han var barnebarn af dronning Victoria af Storbritannien og kong Christian 9. af Danmark. Fra 1890 havde han titel af hertug af Clarence og Avondale.
Fra fødslen var han nummer to i den britiske tronfølge, men da han døde før sin far, blev han aldrig konge.

## Biografi

### Fødsel og familie
Albert Victor blev født den 8. januar 1864 på Frogmore House i Windsor som den ældste søn af fyrsten af Wales Albert Edward og Alexandra af Danmark. Som tronfølgerens ældste søn var han nummer to i den britiske tronfølge og havde udsigt til at arve den britiske trone efter sin far. 
Som Christian 9.s ældste barnebarn besøgte han Danmark kort efter sin fødsel.
Hans moder Alexandra forgudede ham.

## Forlovelse
Albert Victor blev i december 1891 forlovet med prinsesse Mary af Teck, der var datter af hertug Franz af Teck og den engelske prinsesse Mary Adelaide af Cambridge, en kusine til dronning Victoria. Mary var født og opdraget i Storbritannien.

## Død
Albert Victor døde uventet den 14. januar 1892 på Sandringham House, kort efter han var fyldt 28 år. Han blev syg under 1889-1890-pandemien, der udviklede sig til lungebetændelse. Albert Victor døde, mens forberedelserne til hans bryllup i februar var i gang, og der var diskussioner om at gøre ham til vicekonge af Irland. 
Prinsesse Mary blev efterfølgende gift med Albert Victors bror, den senere Kong George 5.

## Rygter
Efter Albert Victors død opstod der rygter, der kom med i litteraturen om ham. En af de mere spektakulære var, at han skulle være seriemorderen Jack the Ripper.
Endvidere opstod der rygter, der fremstillede ham som småtbegavet, psykisk ustabil og at hans død var positiv for det britiske imperium. En del af disse rygter skulle være fremstået for at fremstille hans bror, Georg V, som en langt bedre egnet konge. 